# ミュージック (Golden Circleの曲)
「ミュージック」は、寺岡呼人・松任谷由実・ゆずがGolden Circle feat. 寺岡呼人・松任谷由実・ゆず名義で発売したシングル。2007年7月11日にトイズファクトリーより発売された。

## 概要
初回限定盤と通常盤の2形態で発売。初回限定盤はCD+DVD、通常盤はCDのみ。
2007年4月に開催された寺岡呼人主催の音楽イベント『Golden Circle vol.10』のアンコールで演奏された楽曲。イベントの出演者である寺岡、松任谷由実、ゆずが参加している。ユニット最年少のゆずの北川悠仁と最年長の松任谷との年齢差は23歳である。

## チャート成績
オリコンシングルチャートでは初登場1位を獲得。これは、寺岡呼人はJUN SKY WALKER(S)時代の「白いクリスマス」以来17年6か月ぶり、松任谷由実は「春よ、来い」以来12年8か月ぶり、ゆずは「歩行者優先/濃」以来3年8か月ぶりと、それぞれ久々の1位獲得となった。また、コラボレーション・シングルの1位獲得は木更津キャッツアイ feat. MCU「シーサイド・ばいばい」以来の記録となった。
この曲がオリコンシングルチャートで1位を獲得したことで、松任谷由実は1970年代の「あの日にかえりたい」（荒井由実名義）、1980年代の「今だから」（松任谷由実・小田和正・財津和夫名義）、1990年代の「愛のWAVE」（カールスモーキー石井・松任谷由実名義）「真夏の夜の夢」「Hello, my friend」「春よ、来い」と合わせて、4つの西暦の年代 (decade) にわたってのオリコンシングルチャート1位を達成した（ちなみに、4つの西暦10年代において4年代とも同じ名義でオリコンシングルチャート1位を獲得しているのは、中島みゆきとサザンオールスターズの2組だけである）。

## 収録曲

### CD
- プロデュース：寺岡呼人

1. ミュージック [5:38]
  - 作詞：松任谷由実・寺岡呼人・ゆず・桜井和寿 / 作曲：松任谷由実 / 編曲：寺岡呼人

『Golden Circle vol.10』のために制作された楽曲[4]。“ラジオから流れてきた忘れられないミュージック”がテーマとなっている[5]。
松任谷が作ったメロディーに対して、イベントのシークレットゲストとして出演したMr.Childrenの桜井和寿を加えた5人が分担して歌詞を書くという形で制作が行われた[3]。
2014年にニッポン放送開局60周年記念ソングとして本楽曲がアレンジされた「忘れられぬミュージック」が使用された[6]。
2. ミュージック (piano instrumental ver.) [3:49]
  - 編曲：上杉洋史
3. ミュージック (karaoke) [5:37]

### 初回限定盤付属DVD
1. ミュージック (music clip)
2. Golden Circle Vol.10～MUSiC（ドキュメント映像）
楽曲制作やミュージック・ビデオ撮影のメイキング、『Golden Circle vol.10』名古屋公演の舞台裏の模様などを収録。監督は寺岡が務めた。

## 楽曲の収録アルバム
- 『Golden Circle』 (#1)